# Tough Guys
Tough Guys (bra: Os Últimos Durões; prt: Os Duros) é um filme estadunidense de 1986 do gênero "Comédia de Ação", dirigido por Jeff Kanew.
Burt Lancaster e Kirk Douglas protagonizam o filme que foi a última parceria deles no cinema. Outros filmes que fizeram juntos: I Walk Alone (1948), Gunfight at the O.K. Corral (1957), The Devil's Disciple (1959) e Seven Days in May (1964). Roteiro de James Cruikshank e James Orr para a Touchstone Pictures.
Kenny Rogers canta a canção de abertura They Don't Make Them Like They Used To.

## Elenco
- Burt Lancaster...Harry Doyle
- Kirk Douglas...Archie Long
- Charles Durning...Deke Yablonski
- Alexis Smith...Belle
- Dana Carvey...Richie Evans
- Eli Wallach...Leon Little - O papel era de Adolph Caesar, mas ele morreu durante as filmagens.
- Red Hot Chili Peppers...eles mesmos
- Jimmy Lennon Sr....ele mesmo
- Doyle L. McCormack...participação como maquinista (na vida real foi ele quem restaurou a locomotiva 4449 usada no filme)

## Sinopse
Harry Doyle e Archie Long são dois antigos quadrilheiros que cumpriram pena de 30 anos por um roubo de trem da linha Southern Pacific chamado The Gold Coast Flyer.
Saindo em liberdade condicional, Doyle agora está com 72 anos e Long, com 67 anos de idade. Eles são acompanhados por um afável oficial de condicional, que também é um admirador da dupla. Doyle vai para um asilo enquanto Long tenta vários empregos. Não conseguindo se adaptar, os dois resolvem voltar a fazer o que sabem melhor: roubar. Percebendo que isso também será difícil, eles então resolvem fazer uma última ação apenas para provar que podem: roubar novamente o trem Gold Coast, que está em comemoração pela sua última viagem.